# Selanbawak
Selanbawak is een bestuurslaag in het regentschap Tabanan van de provincie Bali, Indonesië. Selanbawak telt 3399 inwoners (volkstelling 2010).